# Mocidade Independente da Ilha
Mocidade Independente da Ilha é uma das escolas de samba de São Luís. Foi fundada em 13 de fevereiro de 1986, sendo que seu primeiro desfile se deu em 1987, na 2ª divisão, da qual foi campeã. Apesar disso, a escola só voltou desfilar vinte anos depois, ou seja em 2007.
Em 2011 a escola iria para a passarela com o enredo "onde as sereias fazem rendas de luar" porém não desfilou.
Em 2012, foi a décima colocada.
A Mocidade não desfilou em 2014. Em 2015 homenageou as mulheres, já em 2016 teve como enredo o centenário do samba. Em 2017 falou do Porto Do Itaqui. 
Em 2018 homenageou a cidade de Buriticupu.

## Carnavais
| Ano  | Colocação       | Enredo                                                                         | Carnavalesco    | Ref         |
| 2008 | 8º lugar        | Se correr o bicho pega se ficar o bicho come                                   |                 |             |
| 2009 | 8º lugar        | Os prazeres da cachaça: uma bebida genuinamente brasileira                     |                 | [ 2 ]       |
| 2010 | 11º lugar       | Verdes mares bravios ou o canto de Gonçalves na poesia de Alencar              |                 | [ 3 ]       |
| 2011 | NÃO DESFILOU    | NÃO DESFILOU                                                                   | NÃO DESFILOU    | [ 4 ]       |
| 2012 | 10º lugar       | São Luís, 400 anos de luz para todos                                           |                 | [ 5 ] [ 6 ] |
| 2013 |                 | Não houve concurso                                                             |                 | [ 7 ]       |
| 2014 |                 | Não desfilou                                                                   |                 |             |
| 2015 | 10° lugar       | A mulher é sempre mulher graças a Deus                                         |                 | [ 8 ]       |
| 2016 | 9º lugar        | A Mocidade e o centenário do samba no carnaval maranhense                      |                 | [ 9 ]       |
| 2017 | 8º lugar        | “Porto do Itaqui – Progresso, Lendas e Mistérios”.                             |                 |             |
| 2018 | 8° lugar        | "De Barra da jurema à Buruticupu a mocidade é sonho da colonização de um povo" |                 |             |
| 2019 | 7° lugar        | "Da Jamaica Ao Maranhão As Pedras Vão Rolar Com A Mocidade"                    |                 |             |
| 2020 | 7º lugar        | Nas garras da águia a Mocidade sobrevoa Las Vegas a cidade do pecado           | Cacau de Aquino |             |
| 2021 |                 | Não houve desfile                                                              |                 |             |
| 2022 |                 | Não houve desfile                                                              |                 |             |
| 2023 | 8º lugar        | A Mocidade e o circo fazem a alegria no carnaval                               |                 |             |
| 2024 | Desclassificada | Baila comigo, os ritmos do Brasil na alegria de dançar                         |                 |             |
| 2025 | 10⁰ lugar       | Lua linda e bela, lendas, mitos, mistérios e crendices                         | Laércio Belém   |             |